# 百货战警
《百货战警》（英語：Paul Blart: Mall Cop）是一部2009年的美國動作喜劇電影，由史提夫·卡爾執導，凯文·詹姆斯編劇，詹姆斯飾演主角Paul Blart。
續集《百貨戰警2》於2015年4月17日上映。

## 故事
購物商場的警衛保羅，最大的夢想是成為紐澤西州的州警，但是由於血糖過低的關係而老是失敗。另外自己在工作上也都被人看不起，不過保羅依然堅守崗位，做好警衛的工作。有天歹徒闖入商場企圖搶劫，因故留在商場的保羅到底能不能發揮警衛的能力，成功擊退歹徒並且贏得心上人艾咪的愛呢......。

## 演員
- 凯文·詹姆斯 飾演 Paul Blart
- 傑瑪·梅斯 飾演 Amy Anderson
- 吉爾·奧唐奈 飾演 Veck Simms
- 鮑比·坎納瓦爾 飾演 Commander James Kent
- 亞當·費拉拉 飾演 Sergeant Howard
- 彼得·格雷蒂（英语：Peter Gerety） 飾演 Chief Brooks
- 史蒂芬·蘭納茲西（英语：Stephen Rannazzisi） 飾演 Stuart
- 賈莫·米克松（英语：Jamal Mixon） 飾演 Leon
- 艾德希爾·凱爾安（英语：Adhir Kalyan） 飾演 Pahud
- 艾力克·阿瓦里（英语：Erick Avari） 飾演 Vijay
- 芮妮·羅德里格茲 飾演 Maya Blart
- 雪莉·奈特 飾演 Margaret Blart
- 艾倫·卡瓦特（英语：Allen Covert） 飾演 Jerky security guy
- 巴斯·拉頓（英语：Bas Rutten） 飾演 Drill instructor
- 蓋瑞·瓦倫丁（英语：Gary Valentine） 飾演 Karaoke singer
- 傑森·艾利斯（英语：Jason Ellis (radio host)） 飾演 Prancer
- Natascha Hopkins 飾演 Vixen
- Mike Escamilla 飾演 Blitzen
- Rick Thorne 飾演 Cupid
- 麥克·威勒里（英语：Mike Vallely） 飾演 Rudolph
- 潔可·桑迪拿 飾演 維多利亞的秘密銷售伙伴

## 反響

### 專業評價
爛番茄新鮮度33%，基於113條評論，平均分為4.6/10，而在Metacritic上得到39分，IMDB上得5.2分，評價兩極。

## 相關電影
- 購物狂的異想世界（Confession of a shopaholic）

## 外部連結
- 官方網站 （页面存档备份，存于）
- 互联网电影数据库（IMDb）上《Paul Blart: Mall Cop》的资料（英文）
- Box Office Mojo上《Paul Blart: Mall Cop》的資料（英文）
- Metacritic上《百货战警》的資料（英文）
- 百货战警的MySpace主頁
- 爛番茄上《百貨戰警 （页面存档备份，存于）》的資料（英文）